# Distrito de Michalovce
El distrito de Michalovce (en eslovaco Okres Michalovce) es una unidad administrativa (okres) de Eslovaquia Oriental, situado en la región de Košice, con 109 121 habitantes (en 2001) y una superficie de 1.019 km². Su capital es la ciudad de Michalovce.

## Demografía
| Año        | 1994    | 2004    | 2014    | 2024    |
| ---------- | ------- | ------- | ------- | ------- |
| Población  | 107 477 | 109 322 | 110 714 | 107 936 |
| Diferencia |         | +1,71 % | +1,27 % | −2,50 % |

| Año        | 2023    | 2024    |
| ---------- | ------- | ------- |
| Población  | 108 132 | 107 936 |
| Diferencia |         | −0,18 % |

## Ciudades (población año 2017)
- Michalovce (capital) 39,151
- Strážske 4334
- Veľké Kapušany 9004

## Municipios
- Bajany 462
- Bánovce nad Ondavou 729
- Beša 377
- Bracovce 945
- Budince 220
- Budkovce 1521
- Čečehov 384
- Čičarovce 902
- Čierne Pole 294
- Drahňov 1476
- Dúbravka 674
- Falkušovce 663
- Hatalov 756
- Hažín 475
- Hnojné 224
- Horovce 832
- Iňačovce 763
- Ižkovce 99
- Jastrabie pri Michalovciach 282
- Jovsa 797
- Kačanov 450
- Kaluža 395
- Kapušianske Kľačany 941
- Klokočov 424
- Krásnovce 625
- Krišovská Liesková 930
- Kusín 345
- Laškovce 673
- Lastomír 1185
- Lesné 442
- Ložín 812
- Lúčky 581
- Malčice 1505
- Malé Raškovce 242
- Markovce 993
- Maťovské Vojkovce 622
- Moravany 1046
- Nacina Ves 1817
- Oborín 724
- Oreské 475
- Palín 906
- Pavlovce nad Uhom 4597
- Petrikovce 200
- Petrovce nad Laborcom 1042
- Poruba pod Vihorlatom 624
- Pozdišovce 1312
- Ptrukša 485
- Pusté Čemerné 364
- Rakovec nad Ondavou 1063
- Ruská 608
- Šamudovce 663
- Senné 704
- Slavkovce 689
- Sliepkovce 747
- Staré 782
- Stretava 690
- Stretavka 170
- Suché 389
- Trhovište 1985
- Trnava pri Laborci 583
- Tušice 680
- Tušická Nová Ves 527
- Veľké Raškovce 305
- Veľké Slemence 576
- Vinné 1810
- Vojany 905
- Voľa 259
- Vrbnica 1132
- Vysoká nad Uhom 808
- Zalužice 1167
- Závadka 444
- Žbince 985
- Zbudza 534
- Zemplínska Široká 933
- Zemplínske Kopčany 454